# 香港本土運動
香港本土運動、香港本土主義是指捍衛香港本土歷史、地理、文化、價值及主體意識之社會運動，以發揚香港本土文化為主要宗旨。另一方面，反對者認為其目的是想促使香港脫離中华人民共和国的去中国化，香港親共人士將其與香港獨立運動相提並論。
香港本土運動在2014年雨傘革命後成為泛民主派主流及本土派思想。希望以香港為本位，透過從香港人的角度思考香港前途、融合多元文化思想及公民民族主義的力量，突破中國中心主義、中國民族主義色彩的“文化霸權”，來建立自身的民主制度、與文化認同。

## 沿革
1841年1月26日香港開埠，成為大英帝國的一個自由港。英屬香港政府鼓勵資本和勞動力的自由流動，在法律上並沒有一個嚴格的“香港居民”或“香港人”的定義，因為1949年來自中國大陸的難民大量湧入，導致香港身分證並不能作為證明其為香港人的依據。
社會學家呂大樂把近代香港人分為四代，第一代經歷過日佔時期和嬰兒潮。第二代則是戰後出生的人，也是香港本土意識的第一波。

### 第一波
戰後出生的第一代香港人，以及戰後逃到香港的第一代香港人，經過歲月洗禮，逐漸視香港為家，對香港擁有濃厚的本土意識，他們試圖打破冷戰時期中國國民黨與中國共產黨彼此爭奪政治舞台的現實環境。1967年，親中國共產黨的左派發起六七暴動，結果被港英政府鎮壓，使香港人對中共開始產生恐懼和反感。1970年代發生學生運動的浪潮，如中文運動和反葛柏貪污運動，保釣運動等等，並成為本土意識的第一波。中文運動成功地使中文成為香港官方語言之一。當時的學生運動包括一些左派自由主義，中國民族主義，和反殖民主義的左派元素，但與親中共的左派不同。
在1960和70年代，港英政府也試圖以提高殖民統治的合法性，以創造一個非政治性的本土意識，尤其於六七暴動過後，港英政府加強香港的本土化，以避免將來因香港主權移交而出現的遷徙英國潮。

### 第二波
1989年六四鎮壓引發了大規模抗議，令香港人一直以來恐懼中國共產黨統治的心態變得更加強烈。高舉後殖民理論，拒絕中國中心主義，並以世界主義促使香港成為一個國際城市，加上對不同文化的包容性，多樣性和跨民族的理想。它還強調了1997年後重要的普世價值，一個多元化的公民社會，公民教育，新聞和學術自由。

### 第三波
2003年7月1日，約50萬人抗議香港特別行政區基本法第二十三條，是自天安門事件後第一起香港規模最大的示威活動，同時反對既得利益者，企業和政府之間的勾結的政治和經濟壟斷，並質疑資本主義制度目前的施行方式是否適合香港，其反省思潮包含了利東街的開發衝突及中港段的高速鐵路建設。2009年起亦開始了新一波的方言運動撐粵語。

## 社會運動層面

### 意識型態層面
意識形態是反共產主義，特別是拒絕中國共產黨及中華人民共和國政府對香港的獨裁及不民主管治，甚至認為其與前英國殖民統治一樣皆是殖民者，利用香港新移民移入香港形成「新香港人」進行「換血」，並認為香港特別行政區政府是「港共」，在香港管治的是中共的傀儡政權，僅代表中共行使及共產政權，所作所為並不代表香港人的價值觀。
香港中文大學政治地理學專家李家翹說：「面對《一國兩制白皮書》、人大8．31決議、銅鑼灣書店事件等，香港人更加强調香港世界性的特質，他們拒絕人心回歸，要擁抱民主、自由、法治等的普世價值，要做世界公民，以展現香港不同於中國的性格。他們講『本土』，但所述説的更多是百多年來屬於世界的香港的故事。『本土』只是用以區別香港和中國的概念。他們更多的往外看，冒着勾結外部勢力的指摘也要繼續與外國組織來往。這依循的當然是開放多元外向的城市邏輯。一時之間，北京說港人在搞港獨，港人又投訴一國兩制走樣變形，大家鬧得不可開交。」

### 族群認同層面
香港蜑家人、福佬人、圍頭人和客家人為最早居住於香港，被視為香港最早的新界原居民。香港開埠後，陸續有廣東商人南下貿易，加上咸豐年間爆發的「太平天國」起義，大批流民來到香港。清末，革命黨人逃避追捕至香港。1950-1970年代，逃港人口大量進入香港市區。香港人不取決於種族、膚色或者國籍，狹義為擁有香港永久性居民身份證、即享有香港居留權的香港永久居民；在法律上，則無定義。香港人口包括不同祖籍及民族，少數族裔人士為數亦不少，是一個人口以漢族為主體，文化以中華文化為基礎，兼容多元文化的社會。
華人佔香港人口約91%，但8.6%的香港人並非華裔。華人主要是1930年代至1990年代初從中國大陸移居香港的人士及其後裔，亦有一些漁民和一直居住在現時新界地區的新界原居民。
2013年6月的結果认为，無論是狹義或廣義地自稱為「香港人」的比率，都比狹義或廣義地自稱為「中國人」的比率高，大約有28至38個百分比的差距。年齡未及三十歲的被訪者，差距則達到60至72個百分比之間。以整體樣本計，市民自稱為「香港人」或「廣義香港人」（包括「香港人」或「中國的香港人」）的比率，都上升至九七回歸以來的新高。若10分代表絕對認同，0分代表絕不認同，5分代表一半半，香港民眾對香港人身分的認同感（Strength Rating）是8.13 ，對中華人民共和國國民身分的認同感只有6.11。總體來說，市民對「香港人」身分的認同感上升，而對「中國人」的身分認同感則下跌至1997年以來新低。
在2014年10月，法国现代研究中心-港大“民主的边界”研讨会上，学者塞巴斯蒂安·维格（Sebastian Veg）发表的论文指出，六四守夜的意义自2009年以后有所变化，从传统的“自由爱国主义”变成了塑造共同体认同的措施，其内涵也变为纪念香港民主化的失败，而非1989年的“国难”。
另外，香港學者孔誥烽分析，以往香港从传媒到市民，谈到台湾政治，几乎都是過去反共的中國国民党的支持者。但近来愈来愈多年轻人留意到台灣本土政黨民主进步党的本土论述。孔诰烽举例，2012年中華民國总统选舉时，他自己的朋友明显倾向绿营。到台湾观选的学者和观察家，只有年纪大的才会去国民党的场子，年轻人都往蔡英文的造势晚会跑。对于中港矛盾的根源，孔诰烽认为是香港中联办过度介入香港事务。中央有什么要求是通过特区政府执行，是中联办直接和特区政府各级官员接触。

### 文化層面
香港人在97主權移交後繼續堅持使用繁體中文及粵語，拒絕使用簡體中文及普通話，使用繁體中文以及用粵語溝通是代表香港文化的一部分。

## 支持人士
2016年黃毓民和旗下的普羅政治學苑，轉向本土意識，其它一些泛民主派議員例如香港本土毛孟靜、范國威和所屬的新民主同盟等，以及親泛民人士黃世澤和林忌等也認為自己是自治派的代表，而在2019年反送中運動爆發後，不少傳統泛民主派人士，如黃之鋒、戴耀廷、吳靄儀等論述亦漸變本土。
以下是部分支持香港本土運動的人士：
- 馮敬恩
- 李怡
- 練乙錚
- 孫曉嵐
- 鄺葆賢
- 梁天琦
- 黃毓民
- 盧斯達
- 杜汶澤
- 鄭立
- 健吾
- 陶傑
- 游蕙禎
- 梁頌恆
- 黃台仰
- 鍾翰林